# 스티브 존스 (음악가)
스티븐 필립 존스(영어: Stephen Philip Jones, 1955년 9월 3일 ~ )는 영국의 기타리스트로, 펑크 록 밴드 섹스 피스톨즈의 멤버로 가장 잘 알려져 있다. 섹스 피스톨즈가 해체된 후, 그는 전 밴드 동료인 폴 쿡과 함께 프로페셔널스를 결성했다. 그는 두 장의 솔로 음반을 발매했으며, 조니 썬더스, 이기 팝, 칩 트릭, 밥 딜런, 씬 리지와 함께 작업했다.

## 어린 시절
존스는 런던의 쉐퍼드 부시에서 헤어드레서였던 젊은 어머니와 조부모에 의해 자랐다. 이후 그는 쉐퍼드 부시의 Benbow road로 이사하게 된다. 그는 외동아들이었으며 아마추어 복서였던 아버지 돈 자비스는 그가 2살이었을 무렵 사망했다. 14개에 달하는 범죄와 함께, 그는 보호 대상이었고 소년 구치소에서 1년을 보냈다. 존스는 집에 있는 것보다 소년 구치소가 더 즐거웠다고 발언한 바 있다. 또한 섹스 피스톨즈가 그를 범죄로부터 구원해줬다고. 초창기 그의 영항은 스투지스, 뉴욕 돌스,  Small faces, 그리고 데이비드 보위, 록시 뮤직과 같은 글램 록 아이콘들이었다.

## 경력

### 1970년대

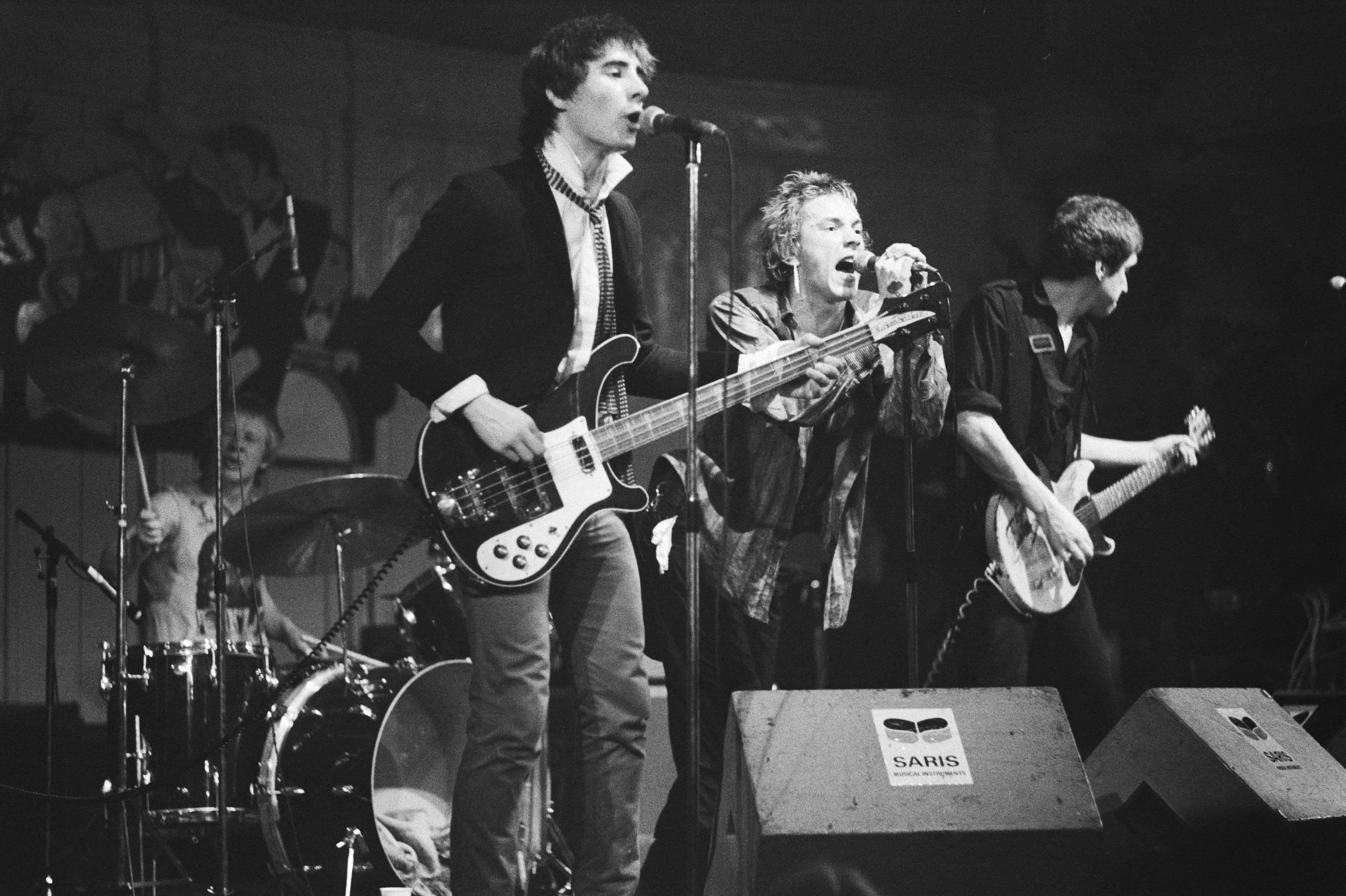
암스테르담에서, 1977년 섹스 피스톨즈.

존스는 폴 쿡, 월리 나이팅게일과 1970년대 초 The Strand(록시 뮤직의 노래를 따서 지어진 이름)를 공동 결성했다. The Strand는 섹스 피스톨즈의 전조적인 밴드로, 존스가 기타를 처음 배운 시기이기도 하다. 1970년대 중반 월리 나이팅게일을 내보낸 후, 밴드는 The Swankers로 알려지게 된다. 1975년, 존스는 폴 쿡, 글렌 맷록, 후에 존 라이든과 함께 섹스 피즈톨즈를 결성한다.
존스는 독학으로 기타를 배웠는데, 초기에 주로 깁슨 레스 폴 일렉트릭 기타를 쳤다. 그는 섹스 피스톨즈의 첫 공연 전 불과 세 달밖에 기타를 치지 않은 상태였고, 그의 말로는 메스암페타민의 영향 아래 연습하는 것이 악기를 익히는 데 집중하도록 도와주었다고 한다.
존스는 보통 말콤 멕라렌이 뉴욕 돌스의 실비앙 실비앙으로부터 획득한 크림 색의 깁슨 레스 폴 커스텀 기타를 사용했다. Filth and the Fury에 따르면, 그는 해머스미스 아폴로 뒷편에 주차된 트럭에서 섹스 피스톨즈 멤버들과 함께 앰프 그리고 다른 장비들을 훔쳤다고 한다. 당시 해머스미스 아폴로에는 데이비드 보위가 공연중이었다.
Never Mind the Bollocks, Here's the Sex Pistols의 엔지니어인 빌 프라이스는 존스를 여태껏 함께 작업한 기타리스트들 가운데 가장 정확한 기타리스트 중 하나라고 지칭했다. 이유는 그의 스튜디오에서의 '추악한' 연주 때문인데, 프라이스가 묘사하길 숨기기 위해 오버더빙이 필요한 울림이었다고 한다.
시드 비셔스가 만족스럽게 그의 베이스 기타 파트를 연주할 수 없었기 때문에, 존스는 스튜디오에서 Never Mind the Bollocks의 베이스 기타 파트를 연주하기도 했다. 이는 전 베이스 글렌 맷록이 밴드에 존재하던 시기 녹음되었던 Anarchy in the UK에서 이례적인 경우다.
최근 존스는 Guitar Hero 3 : Legends of Rock Sex Pistols video에서 밝힌 바에 따르면 하머 선버스트 더블컷 기타 또한 사용하며, 그의 기본 기타인 화이트 레스 폴 커스텀을 선호한다.
그는 머리 위 손수건과 그의 퍼머넌트 웨이브로 팬들 사이에서 잘 알려졌다. 섹스 피스톨즈가 빌 그런디와 Today 쇼에서 1976년 12월 1일에 인터뷰를 가졌을 때 공개적으로 그런디에게 욕을 했고(당시 그 행위에 대해서 거절받은 후였다), 많은 논란을 일으켜 밴드의 인지도를 높였다.
1978년에 섹스 피스톨즈가 해체되고 나서, 존스와 드러머 폴 쿡은 더 프로페셔널즈를 공동 결성했다. 그들은 총 4 개의 싱글을 발매하였고, 1990년대까지 연기되었던 셀프 타이틀 LP를 녹음했으며, 1981년에는 I didn't See It Coming을 발매했다. 밴드의 앨범 홍보를 위한 미국 투어는 밴드 멤버인 폴 쿡, 폴 마이어스, 그리고 레이 멕베이가 차량 사고로 인해 부상을 입었을 때 잠시 중단되었다. 더 프로페셔널즈는 1982년도에 회복 이후 돌아왔지만, 존스와 마이어스의 약물 문제는 밴드를 가망 없게 만들버린다. 그들은 밴드 더 클래시의 투어 오프닝 샷 제안을 거절하고는 해체된다.

### 1980년대
존스는 또한 1982년부터 1985년까지 마이클 데스 바레스가 이끄는 Chequered Past의 일원이었다. 이들은 그들의 이름을 딴 앨범, Cheuered Past를 1984년에 발매했다. 그는 조니 선더스의 솔로 앨범 So Alone에서 섹스 피스톨즈의 멤버인 폴 쿡과 함께 공연했다. Siouxsie and the Banshees는 그들의 원래 멤버 중 두명이 떠난 후 존스를 끌어들이는 것을 잠시 고려했다. 리허설은 1980년대 초에 진행되었고, 그는 앨범 Kaleidoscope에  수록된 곡 중 세 곡의 기타 파트를 녹음했지만 단순 녹화 세션 이상의 것이 되지 못했다.
존스는 또한 신 리지, 빌리 아이들, 조앤 제트, Kraut, 애덤 앤트, 밥 딜런, 이기 팝, 앤디 테일러, Dano Jones 밴드, 메가데스 그리고 뉴로틱 아웃사이더즈와 함께했으며, 1980년대와 1990년대 초 솔로 작업을 했다. 그함께 연주했다. 같은 이름의 앨범(Mercy)에 실린 그의 곡 Mercy는 Stone's War라는 마이애미의 두 형사 에피소드에 사용되었고 마이애미의 두 형사 시즌 2의 사운드 트랙 앨범과, 영화 Homeboy 1988에 실렸다. Pleasure and Pain 역시 앨범 Mercy의 수록곡으로, 1986년 영화 시드와 낸시에 실렸다. 1989년에, 그는 두 번째 솔로 앨범 Fire and Gasoline을 발매하는데, 기타와 보컬을 담당했고, 베이스에는 테리 네일, 드럼에는 미키 커리가 담당했다. 존스는 텔레비전 시트콤 Roseanne의 한 에피소드에 게스트 스타로 출연했다. 그는 이전에 The Great Rock 'n' Roll Swindle에서 사설탐정을 연기한 바 있으며, 1981년 영화 Ladies and Gentlemen 그리고 The Fabulous Stain에 출연했다.

## 사용하는 용품
존스는 섹스 피스톨즈 동안 두 개의 깁슨 레스 폴 커스텀 기타를 사용했다. 1954년도 깁슨 레스폴 커스텀 블랙, 그리고 가장 유명한 1974년도 화이트 깁슨 레스폴 커스텀(핀업걸이 그려저 있다)이다. 두 번째 기타는 이전에 뉴욕 돌스의 Sylvain Sylvain의 기타였다. 90년대 후반, (그가 해당 회사의 기타를 연주할 경우) Burny 사에게서 기타, 기타 줄, 그리고 피크를 무료로 제공받게 되는데, 그 회사는 존스가 2002년-2003년 북아메리카 Piss Off 투어에서 사용한 두 개의 모델을 재작했다. 2005년 즈음, 그는 다시 깁슨 기타로 돌아왔으나 그의 Burny 기타를 치곤 했다. 후에 깁슨 사는 2008년 그의 1974년 화이트 레스 폴 커스텀과 일치하는 사양의 "스티브 존스 시그내쳐 레스 폴 모델"를 내놓는다.
존스가 80년대부터 대표적으로 마샬 JCM800 스택을 사용할 무렵 그는 Never Mind The Bollocks의 레코드를 위해 Gauss 스피커와 펜더 트윗 리벌브 실버페이스 앰프를 사용하는데(기록에 따르면 해머스미스 아폴로에서, Bob Marley의 것을 훔친 것이다)그는 또한 1978년 미국 투어에서 뮤직맨 앰프와 펜더 슈퍼 리벌브를 사용했다.

## Jonesy's Jukebox
2004년 2월, 존스는 로스 앤젤레스의 일간 라디오 프로그램, Indie 103.1 FM의 Jonesy's Jukebox를 호스팅하기 시작했다. 상부 지시방향 없이, 그가 마음대로 할 수 있는 그러한 곳이었는데 존스는 무질서한 일렉트릭 플레이리스트와 연예 산업계의 게스트들과 함께하는 유머러스한 인터뷰를 섞어 내놓았다. 그는 스튜디오에 어쿠스틱 기타를 지니고 있었고 최근의 토픽이나 논쟁에 관한 노래들을 자주 공연해 스트리밍하곤 했다. 주목할 만한 게스트로는 에디 베더, 크리시 하인데, 조니 라몬, 빌리 코건, 수재나 홉스, 레이프 개릿, 브라이언 윌슨, 피트 타운젠드, , 이기 팝, 로버트 플랜트, 게리 올드먼 그리고 섹스 피스톨즈의 보컬 쟈니 로튼이 있다.
이 프로그램은 Indie 103.1 헤르츠에서 2009년 1월 14일에 마지막 방송을 가졌다(Indie 103.1 라디오 방송국은 2009년 1월 15일에 중지되었다.). 2009년 11월 그는 BBC Radio's 6 Music- fice Sunday가 스티브 존스와의 한 달 동안의 일요일들로 제목을 선정한-에 게스트로 출연했는데, 젊은 시기에서부터 최근까지의 믹스 곡을 재생했다. 2009년 12월, 프로그램은 프로듀서 Ryan Kavanaugh를 통해 운영되는 웹사이트 IAmRogue.com의 인터넷 라디오로 부활한다. 전 프로그램의 화신같은 존재였던 이 프로그램은 2010년 3월에 끝났다. 후에 존스는 2010년 10월 LA radio Station KROQ에 의해, 그의 Jonesy's Jukebox 부분부분들을 이어나가게 된다.
Jonesy's Jukebox는 2015년도 말기에 로스엔젤레스, 정오에서 오후 2시까지, 매주 일요일에 95.5 헤르츠 KLOS로 다시 돌아온다. 1월 1일, 2016년을 시작하며, 프로그램은 같은 시간대의 주 5일-월요일부터 금요일까지-로 연장된 바 있다.  게스트로는 데이브 그롤, 제리 칸트렐, 마이크 매크리디, 앤서니 키디스, 잭 블랙, 폴 스탠리, 오지 오스본, 레니 크래비츠, 줄리엣 루이스 그리고 에이스 프렐리.

## 전기
- Lonely Boy: Tales from a Sex Pistol (2017, Da Capo Press) with Ben Thompson

## 솔로 음반
- Mercy (MCA, 1987)
- Fire and Gasoline (MCA, 1989)

## 조연
- The Great Rock 'n' Roll Swindle (1980)
- Punk and Its Aftershocks (1980)
- D.O.A. (1980) Ladies and Gentlemen, The Fabulous Stains (1981)
- Roseanne (1994) - 1 episode
- Tracey Takes On... (1999) - 1 episode
- Mascara (1999)
- Four Dogs Playing Poker (2000)
- The Filth and the Fury (2000)
- 25 Years of Punk (2001)
- Classic Albums: Sex Pistols - Never Mind the Bollocks, Here's the Sex Pistols (2002)
- Hooligans & Thugs: Soccer's Most Violent Fan Fights (2003)
- Punk: Attitude (2005)
- Played (2006)
- The Dog Problem (2006)
- Cutlass (2007)
- Amazing Journey: The Story of the Who (2007)
- Portlandia (2012)
- Californication Krull, Butler of Rock and Roll (2013)
- Saturday Night Live (2013)